# Carcharhinus coatesi
Carcharhinus coatesi ist eine Haiart aus der Familie der Requiemhaie (Carcharhinidae). Sie kommt im Meer nördlich von Australien von der westaustralischen Shark Bay bis zur K’gari (Queensland), nördlich möglicherweise auch bis Neuguinea vor und lebt von der Küste bis in Tiefen von etwa 120 Metern. Die Art wurde zu Ehren von George Coates benannt, der Knorpel- und andere Fische an der Küste Nordqueensland sammelte.

## Aussehen und Merkmale
Carcharhinus coatesi ist ein kleiner Hai und wird maximal 87 bis 88 cm lang. Sein Körper ist schlank und im Querschnitt oval bzw. birnenförmig im Bereich der ersten Rückenflosse. Diese ist leicht sichelförmig und beginnt hinter den Brustflossenspitzen. Die zweite Rückenflosse ist sehr viel kleiner, dreieckig mit breiter Basis und liegt der sichelförmigen Afterflosse symmetrisch gegenüber. Die Höhe der zweiten Rückenflosse beträgt 28 bis 37 % der Höhe der ersten Rückenflosse. Die Höhe der Afterflosse erreicht das 0,9 bis 1,4fache der Höhe der zweiten Rückenflosse. Carcharhinus coatesi ist auf der Rückenseite grau oder hellbraun mit einem bronzenen Schimmer. Die Bauchseite und die unteren Flanken sind weißlich. Auf der zweiten Rückenflosse findet sich ein schwarzer Fleck auf den oberen ein bis zwei Drittel der Flosse. Die übrigen Flossen sind einfarbig oder zeigen hellere Außenränder. Die Anzahl der Wirbel liegt bei 134 bis 147. Spritzlöcher fehlen. Die Zähne sind relativ zahlreich, 24 bis 26 sitzen in einer Zahnreihe im Oberkiefer, 23 bis 25 im Unterkiefer. Ober- und Unterkieferzähne unterscheiden sich in Form und Größe.

## Systematik
Der Hai wurde 1939 durch den australischen Ichthyologen Gilbert Percy Whitley auf der Basis eines einzelnen Exemplars unter dem Namen Platypodon coatesi beschrieben, 1982 aber durch Garrick mit dem Schwarzfleckhai (Carcharhinus sealei) synonymisiert. 2012 revalidierte William T. White die Art, nachdem er mehrere Exemplare von C. coatesi und C. sealei untersucht und miteinander verglichen hatte. Innerhalb der Gattung Carcharhinus gehört C. coatesi zur C. sealei-C. dussumieri-Gruppe, kleine indopazifische Haie, die alle eine ähnliche Bezahnung besitzen, eine ähnliche Flossen- und Schnauzenform und immer einen dunklen Fleck auf der zweiten Rückenflosse haben, während alle anderen Flossen einfarbig sind.